# Diarthron altaicum
Diarthron altaicum är en tibastväxtart som först beskrevs av Thieb., och fick sitt nu gällande namn av Kit Tan. Diarthron altaicum ingår i släktet Diarthron och familjen tibastväxter. Inga underarter finns listade i Catalogue of Life.